# ダイハツ・テリオスルキア
テリオス ルキア（Terios Lucia）とは、ダイハツ工業がかつて製造していたSUVタイプの軽自動車である。テリオスキッドをベースとし、型式は同一である。

## 概要
テリオスキッドをベースに専用のバンパーとグリルを装着、バックドアに備え付けられていたスペアタイヤを廃してより乗用車感覚に近い外装に仕立て上げられている。またFRには専用のローダウンサスペンションを装着して車高を低くしている。
2002年1月に登場したが、テリオスキッドの1グレード的な扱いだったためか2003年8月のマイナーチェンジ時には整理されてしまった。なお、完全限定モデルを除く一連のダイハツの軽自動車としては最も販売期間が短い（1年7か月）。
ルキアとは古代ギリシャの都市名、または聖女「シラクサのルチア」からの命名でもある。

## 性能
- エンジンはEF-DEM型660cc直列3気筒DOHC。最高出力は60馬力。
- トランスミッションは4速フロアATのみ。
- 駆動方式はFRとフルタイム4WDの2タイプ。FRにはサイドアンダーミラーの設定がないため、フェンダー部分がすっきりしている。